# Augusto Antonio Zacco
Augusto Antonio Zacco (Padova, 10 novembre 1662 – Treviso, 18 febbraio 1739) è stato un arcivescovo cattolico italiano.

## Biografia
Nato a Padova il 10 novembre 1662, fu ordinato sacerdote il 1º giugno 1687. Il 15 novembre 1706 fu eletto arcivescovo di Corfù, diocesi allora compresa nei territori della Repubblica Serenissima. Il 22 novembre 1723 fu trasferito a Treviso, mantenendo il titolo personale di arcivescovo. Ivi morì, il 18 febbraio 1739. Sepolto nella Cattedrale di Treviso, la sua lapide tombale riporta la scritta: Augusti Zacco Archiepiscopi Corcjrae Tum Episcopi Tarvisj Ossa MDCCXXXVIIII.

## Genealogia episcopale
La genealogia episcopale è:
- Cardinale Guillaume d'Estouteville, O.S.B.Clun.
- Papa Sisto IV
- Papa Giulio II
- Cardinale Raffaele Sansone Riario
- Papa Leone X
- Papa Paolo III
- Cardinale Francesco Pisani
- Cardinale Alfonso Gesualdo di Conza
- Papa Clemente VIII
- Cardinale Pietro Aldobrandini
- Vescovo Laudivio Zacchia
- Cardinale Antonio Barberini
- Cardinale Alessandro Cesarini
- Cardinale Alessandro Crescenzi, C.R.S.
- Cardinale Giambattista Rubini
- Arcivescovo Augusto Antonio Zacco